# Zündapp KS 175
Die KS 175 ist ein Motorrad von Zündapp, das von 1977 bis 1982 in den Ausführungen 521-50 und 521-51 gebaut wurde.

## Modellgeschichte
Zu Beginn der 1970er Jahre zeigte sich in Deutschland ein deutlicher Trend hin zu Motorrädern mit größerem Hubraum. Speziell Maschinen mit 250 cm³ waren sehr gefragt. So gab es im Jahr 1973 mit 11.000 Neuzulassungen bei den 250ern einen regelrechten Boom, an dem auch Zündapp teilhaben wollte. Daher gab Firmenchef Neumeyer 1973 die Entwicklung eines 250-cm³- und eines 350-cm³-Modells in Auftrag. Aus Kostengründen wurde später nur das größere Modell als KS 350 mit klauengeschaltetem Sechsganggetriebe weiterentwickelt.
Parallel dazu sollte die bestehende KS 125 zur KS 175 überarbeitet werden, um mit größerem Hubraum mehr Fahrkomfort bei geringerer Lärmbelastung zu bieten. Dazu wurde die Bohrung des Motors von 54 mm auf 62 mm erhöht und der Motor mit einer geräuschreduzierenden Wasserkühlung versehen, wie Zündapp sie einige Jahre zuvor bereits erfolgreich bei der KS 50 watercooled (517-52) eingeführt hatte. Sowohl die KS 175 als auch die KS 350 mit Zweizylindermotor wurden 1976 auf der IFMA in Köln vorgestellt. Trotz größeren Interesses an der KS 350 entschied die Geschäftsleitung von Zündapp, die KS 350 wegen des hohen erforderlichen Investitionsbedarfs nicht in Serie gehen zu lassen. Im Gegensatz dazu konnte die KS 175 mit vergleichsweise geringem Aufwand in Produktion genommen werden.
Die erste Ausführung 521-50 der KS 175 kam 1977 auf den Markt und war ausschließlich in Metallic-Grün erhältlich. Der Doppelschleifen-Rohrrahmen wurde fast unverändert von der KS 125 übernommen. Der Kaufpreis dieses ersten Modells betrug 3.880 DM, was über dem Klassendurchschnitt lag.

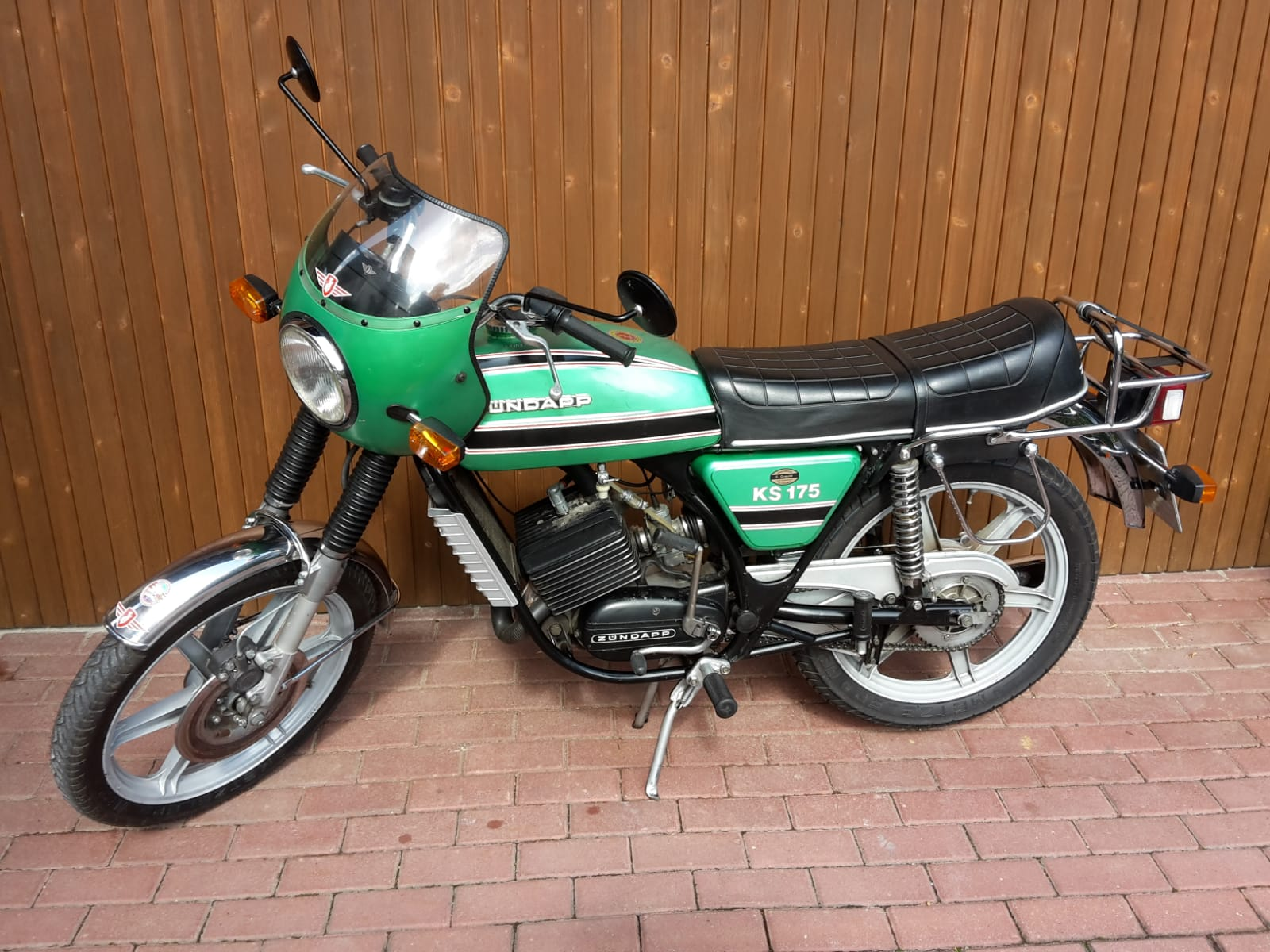
Zündapp KS 175 Typ 521-50

Im Jahr 1979 wurde die KS 175 grundlegend überarbeitet und erhielt die Typenbezeichnung 521-51. Äußerlich war das Motorrad durch Spoilersitzbank und eine neue Instrumentenverkleidung mit Rechteckscheinwerfer von der bisherigen Ausführung zu unterscheiden; es wurde nun in den Farben Racing-Rot und Strato-Silber angeboten. Statt einer selbst produzierten Teleskopgabel gab es ein Modell von Marzocchi. Die Vorderradbremse, die beim Typ 521-50 Grimeca geliefert hatte, kam nun von Brembo. Auch die Instrumente von VDO wurden modernisiert. Ebenso gab es Verbesserungen am Motor. Der Preis erhöhte sich bis zum Ende der Produktion 1982 auf 4.595 DM.
Zwei Jahre später musste Zündapp Konkurs anmelden. Da kein Nachfolgermodell mehr entwickelt worden war, blieb die KS 175 das letzte Serienmotorrad von Zündapp.

## Technik

### Motor
Die KS 175 hat einen Einzylinder-Zweitaktmotor, Typ 288-01, der mit dem Getriebe verblockt ist. Der Hubraum von 163 cm³ ergibt sich bei 54 mm Hub aus einer Bohrung von 62 mm. Der Motor leistet bei einer Verdichtung von 7,8 : 1 bei 7400 Umdrehungen in der Minute 12,5 kW (Typ 521-50) beziehungsweise 13 kW (Typ 521-51). Das maximale Drehmoment von 17,6 Nm wird bei 7000/min erreicht. Die Mischungsschmierung arbeitet mit 2 % Öl (Verhältnis 50:1).

Leistungsdiagramm der KS 175, Ausführung 521-50

Die Kühlung ist als Thermosiphonkühlung ausgelegt, kommt also ohne Pumpe aus. Die Wasserkühlung sollte die KS 175 leiser machen als das Vorgängermodell KS 125.
Der Vergaser ist ein SE VM 28-200A von Mikuni. Die Ansaugluft wird durch einen Papier-Luftfilter unter der Sitzbank gereinigt.

### Kraftübertragung
Der Primärtrieb hat schrägverzahnte Stirnräder. Die Kraft trennt eine seilzugbetätigte Sechsscheibenkupplung im Ölbad. Das fußgeschaltete Ziehkeilgetriebe hat 5 Gänge. Seine langen Schaltwege machen den Gangwechsel etwas unkomfortabel.
Eine Kette mit Kettenteilung 1/2″ × 5/16″ und 114 Gliedern überträgt die Kraft zum Hinterrad, die Übersetzung zwischen Getriebe und Hinterrad beträgt 17 : 44 beim Modell 521-50 und 17 : 43 beim Modell 521-51.
Gestartet wird der Motor mit Kickstarter, der konzentrisch mit dem Schalthebel gelagert ist.

Geschwindigkeits-Zeit Diagramm der KS 175, Ausführung 521-50

### Rahmen, Fahrwerk und Bremsen
Der im Geländesport bewährte Doppelschleifen-Rohrrahmen der KS 175 wurde weitgehend vom Vorgängermodell, der KS 125, übernommen. Das Vorderrad hat eine hydraulisch gedämpfte Teleskopgabel, abgefedert durch Schraubenfedern. Das Hinterrad ist an einer Rohr-Langschwinge montiert und wird über dreifach verstellbare, hydraulisch gedämpfte Feder-Dämpfer-Einheiten abgestützt.
Das Fahrwerk der KS 175 wurde nach einem Test als spurstabil und kurvensicher gelobt.
Auf den 18-Zoll-Aluminium-Druckguss-Laufrädern der KS 175 ist vorn ein 2,75″-Reifen montiert, auf dem Hinterrad wird die Größe 3,25″ verwendet. Vorn hat das Motorrad eine hydraulisch betätigte Scheibenbremse mit 260 mm (521-50), später 280 mm (521-51) Scheibendurchmesser. Im Hinterrad ist eine Trommelbremse mit 160 mm Durchmesser eingebaut, die durch Zugstange betätigt wird.

### Elektrische Anlage
Die KS 175 ist mit einem kontaktlosen, 6-Volt-35/30-Watt-Schwunglichtmagnetzünder von Bosch ausgestattet. Der 35-Watt-Ankerkreis versorgt direkt den Hauptscheinwerfer, der mit einer 35-Watt-Bilux-Glühlampe ausgestattet ist. Über den zweiten Stromkreis des Generators mit 30 Watt Leistung wird über einen elektronischen 6-Volt-Laderegler der Bleiakkumulator mit 12 Amperestunden Kapazität (Typ 6N11A-1B) geladen. Gleichzeitig wird über diesen Stromkreis auch das Bremslicht mit Wechselspannung versorgt. Über den Bleiakkumulator werden Rücklicht, Blinkanlage, Hupe und Cockpitbeleuchtung mit elektrischer Energie versorgt.
Die elektrische Anlage der KS 175 gilt als konstruktive Schwachstelle:
- Hauptscheinwerfer und Bremslicht funktionieren nur bei laufendem Motor. Zudem ist die Leuchtstärke abhängig von der Motordrehzahl.
- Durch die geringe Nennleistung des Generators kommt es vor, dass sich der Bleiakkumulator auch während der Fahrt entlädt.
- Durch Leitungs- und Kontaktwiderstände kommt es zu deutlichem Spannungsabfall im 6-Volt-Netz, sodass die Verbraucher mit geringerer Spannung versorgt werden. Das gilt insbesondere für die Blinkanlage, bei der die zulassungsbedingt eingesetzten Lampen 6 Volt und 21 Watt einen deutlich zu hohen Strombedarf haben. Abhilfe schaffen hier ein elektronischer Blinkgeber und Glühlampen oder Leuchtdioden mit geringerer Leistungsaufnahme.

## Verbreitung
Die KS 175 verkaufte sich aufgrund des – verglichen mit anderen Motorrädern der gleichen Leistungsklasse – hohen Preises eher schleppend. Ein weiterer Grund war auch, dass zu ihrer Zeit der Markt bei Motorrädern eher in Richtung der neu geschaffenen 27-PS-Klasse tendierte. Von der ersten Modellvariante wurden daher nur ca. 1000 Stück pro Jahr auf den Markt gebracht.
In Deutschland waren von der KS 175 laut Zulassungsstatistik des Kraftfahrt-Bundesamtes 321 Motorräder im Jahr 2024 angemeldet, die meisten davon im Bundesland Bayern.